# Cyanopterus nigrifrons
Cyanopterus nigrifrons är en stekelart som först beskrevs av Joseph Kriechbaumer 1894.
Cyanopterus nigrifrons ingår i släktet Cyanopterus och familjen bracksteklar. Inga underarter finns listade i Catalogue of Life.